# Antifa (Estados Unidos)
Antifa es un movimiento político de extrema izquierda, antifascista y antirracista de Estados Unidos. Es un movimiento descentralizado y comprende una serie de grupos autónomos que pretenden alcanzar sus objetivos mediante el uso de la acción directa, tanto no violenta como violenta, más que a través de la reforma política. Parte del activismo político antifa es violento, sin embargo la mayoría es no violento, e incluye campañas de carteles y folletos, ayuda mutua, pronunciación de discursos, marchas de protesta y organización comunitaria. También participan en tácticas de protesta, tratando de combatir a los fascistas y racistas, como los neonazis, los supremacistas blancos y otros extremistas de derecha; se diferencian de otros movimientos de oposición de izquierda por su voluntad de enfrentarse directamente a los activistas de extrema derecha y, en algunos casos, a las fuerzas de seguridad, lo que implica cometer actividades ilegales como el doxing, el acoso, la violencia y los daños a la propiedad contra aquellos que identifican como pertenecientes a la extrema derecha.
Las personas que participan en el movimiento suelen tener opiniones antiautoritarias, anticapitalistas y antiestatales, y se adhieren a una serie de ideologías de extrema izquierda. La mayoría de las personas implicadas son anarquistas, comunistas y socialistas que se describen a sí mismos como revolucionarios y critican la democracia liberal, aunque algunos socialdemócratas y otras personas de la izquierda estadounidense, entre ellos ecologistas, defensores de los derechos LGBT+ y de los indígenas, también se adhieren al movimiento antifa. El nombre antifa y el logotipo con dos banderas que representan el anarquismo y el comunismo derivan del movimiento antifa alemán.
Las acciones de los activistas antifa han recibido el apoyo de varias organizaciones, así como algunas críticas pertenecientes a la izquierda, por su disposición a adoptar acciones directas violentas y que pueden resultar contraproducentes al arengar a la derecha y a sus aliados. Parte de la derecha caracteriza a antifa como una organización terrorista interna o utiliza antifa como un término comodín para cualquier acción de protesta liberal o de izquierda. Algunos académicos sostienen que antifa es una respuesta legítima al ascenso de la extrema derecha y que la violencia de antifa, como el Milkshaking, no es equivalente a la violencia de la derecha. Los académicos de izquierda tienden a rechazar la equivalencia entre antifa y los supremacistas blancos.
Ha habido múltiples esfuerzos para desacreditar a los antifa por parte de varios individuos, organizaciones civiles y grupos que se identifican de derecha. Sin embargo algunos se han hecho a través de bulos en las redes sociales, muchos de ellos con operaciones de falsa bandera originados por usuarios de ideología alt-right y miembros de 4chan que se hacen pasar por partidarios de antifa en Twitter; algunas noticias falsas han sido recogidos y presentados como hechos por los medios de comunicación de derecha. Durante las protestas por la muerte de George Floyd en mayo y junio de 2020, la administración Trump culpó a antifa de orquestar las protestas masivas; el análisis de las detenciones hechas por las fuerzas federales no encontró vínculos con antifa.

## Etimología
La palabra antifa en inglés es un préstamo del alemán, tomado como una forma abreviada de la palabra antifaschistisch ("antifascista") y el nombre de Antifaschistische Aktion. Oxford Dictionaries, que colocó a "antifa" en su lista de preselección para la palabra del año en 2017, dijo que la palabra "surgió de la relativa oscuridad para convertirse en una parte establecida del léxico inglés en el transcurso de 2017". La Liga Antidifamación señala que la etiqueta "antifa" debe limitarse a "aquellos que buscan confrontaciones físicas de manera proactiva con sus adversarios fascistas percibidos", y no debe aplicarse incorrectamente para incluir a todos los contramanifestantes antifascistas.

## Ideología
Las personas involucradas en el movimiento tienden a mantener puntos de vista anticapitalistas y antigubernamentales, con una clara ideología de extrema izquierda. La mayoría de los adherentes son socialistas, anarquistas y comunistas que se describen a sí mismos como revolucionarios, aunque algunos socialdemócratas y otros izquierdistas se adhieren al movimiento antifa. El movimiento es panizquierdista y no jerárquico, y está unido por la oposición al extremismo de derecha y la supremacía blanca, así como la oposición a un estado centralizado. Los activistas antifa rechazan tanto a los conservadores antifascistas como a los liberales. El movimiento evita la democracia liberal que consideran dominante y la política de representación directa a favor de la protesta directa. A pesar de la oposición del movimiento al liberalismo, los comentaristas de derecha han acusado a los seguidores de la antifa de apoyar algunos movimientos liberales y de ser ayudados por "simpatizantes liberales".

## Actividades
Junto con los activistas del bloque negro, los grupos antifa estuvieron entre los que protestaron por la elección de Donald Trump en 2016. Los activistas de Antifa también participaron en las Protestas de Berkeley de 2017 contra el polémico escritor de extrema derecha Milo Yiannopoulos, durante la cual lanzaron cócteles Molotov y rompieron ventanas, causando daños por valor de 100.000 dólares. Después del incidente, el alcalde de Berkeley Jesse Arreguin, sugirió clasificar a los antifa de la ciudad como una pandilla.
En agosto de 2017, contramanifestantes de Antifa en la manifestación Unite the Right en Charlottesville, Virginia usaron palos y líquidos colorantes contra los supremacistas blancos. Los grupos que se preparaban para protestar contra de la Manifestación por la libertad de expresión en Boston vieron cómo sus planes se volvían virales tras la violencia en Charlottesville. El evento atrajo a una multitud mayoritariamente pacífica de 40.000 contramanifestantes. En The Atlantic, McKay Coppins afirmó que las 33 personas arrestadas por incidentes violentos fueron "en su mayoría incitados por la minoría de agitadores de Antifa entre la multitud".
En noviembre de 2018, la policía investigó a un grupo de izquierda asociado con Antifa, Smash Racism DC, luego de una protesta de entre 12 y 20 personas frente a la casa del fundador de The Daily Caller, Tucker Carlson.  Activistas del grupo desfiguraron el camino de entrada de la propiedad de Carlson pintando con aerosol un símbolo anarquista en él.
En agosto de 2020, muchos propietarios de pequeñas empresas entrevistados por The New York Times en lo que era la Zona Autónoma de Capitol Hill en Seattle culparon a las personas que identificaron como antifa por gran parte de la violencia e intimidación de sus clientes, al tiempo que distinguían a antifa de Black Lives Matter.

## Respuesta de la policía y funcionarios gubernamentales

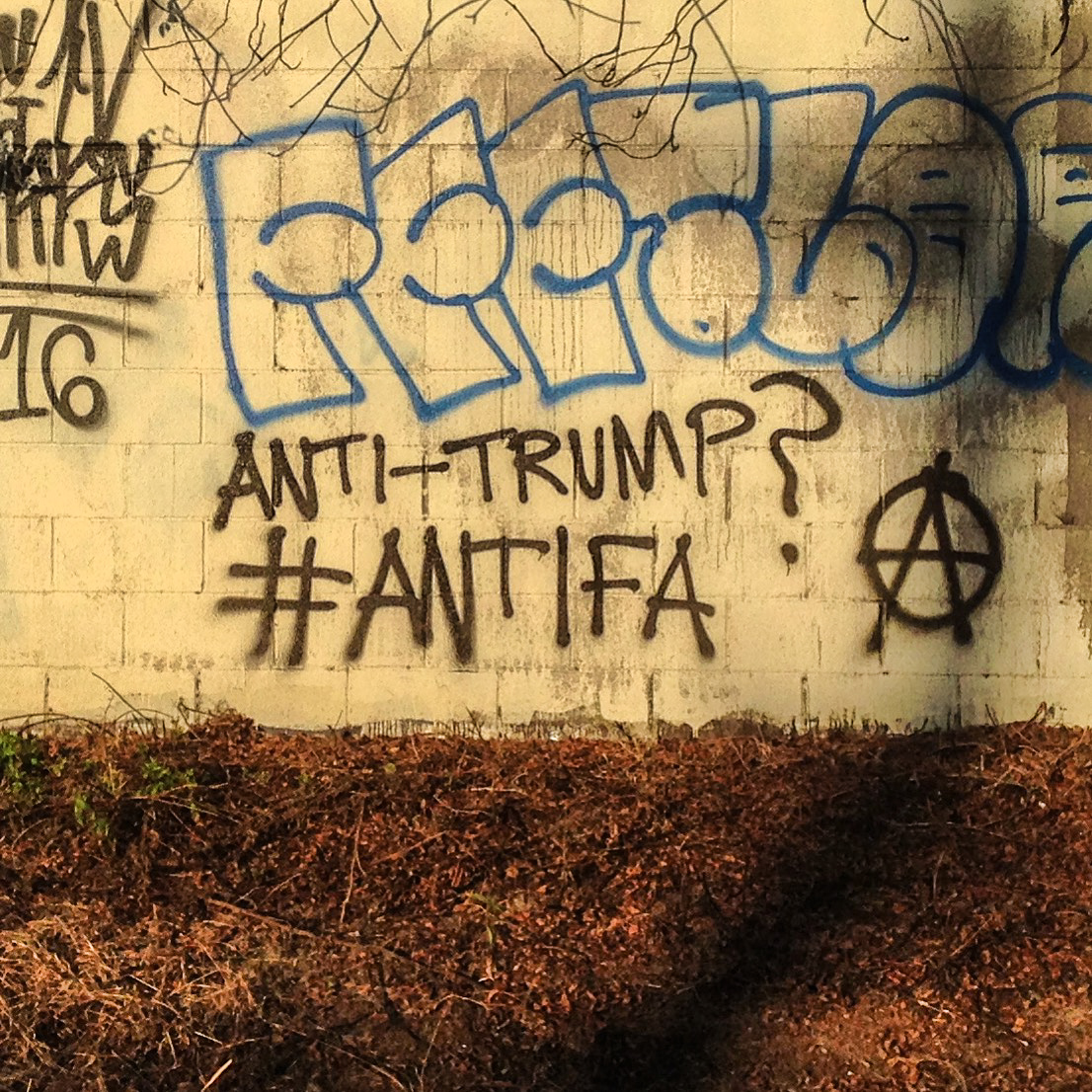
Grafiti antifa contra el entonces presidente electo de los Estados Unidos Donald Trump luego de que este ganará las elecciones presidenciales de 2016.

En junio de 2017, el movimiento antifa estuvo vinculado al "extremismo anarquista" por la Oficina de Seguridad Nacional y Preparación de Nueva Jersey. Esta evaluación fue reemplazada por una en 2019 que establece que "Antifa es un movimiento que se enfoca en temas que involucran racismo, sexismo y antisemitismo, así como otras injusticias percibidas. La mayoría de los miembros de Antifa no promueven ni respaldan la violencia; sin embargo, el movimiento consiste en extremistas anarquistas y otras personas que buscan llevar a cabo actos de violencia para reenviar sus respectivas agendas ".
En septiembre de 2017, el movimiento obtuvo documentos confidenciales y entrevistas que indicaban que en abril de 2016, el Departamento de Seguridad Nacional y la Oficina Federal de Investigaciones creían que los "extremistas anarquistas" eran los principales instigadores de violencia en manifestaciones públicas contra una gama de objetivos. Político entrevistó a funcionarios policiales no identificados que notaron un aumento en la actividad desde el comienzo de la administración Trump, particularmente un aumento en el reclutamiento (y también por parte de la extrema derecha) desde el mitin de Charlottesville Unite the Right. Una evaluación interna reconoció la incapacidad de penetrar la "estructura organizativa difusa y descentralizada" de los grupos. Para 2017, el FBI y el DHS informaron que estaban monitoreando actividades antifa sospechosas en relación con el terrorismo. En agosto de 2017, se presentó una petición ante el sistema de petición de la Casa Blanca "Nosotros, el pueblo", que pedía al gobierno que clasificara formalmente a "Antifa" como terrorista. La Casa Blanca respondió en 2018 que la ley federal no tiene un mecanismo para designar formalmente a las organizaciones terroristas nacionales. El autor de la petición más tarde dijo que la había creado para "unir nuestro lado derecho roto" y "apuntalar el antifa como un saco de boxeo".

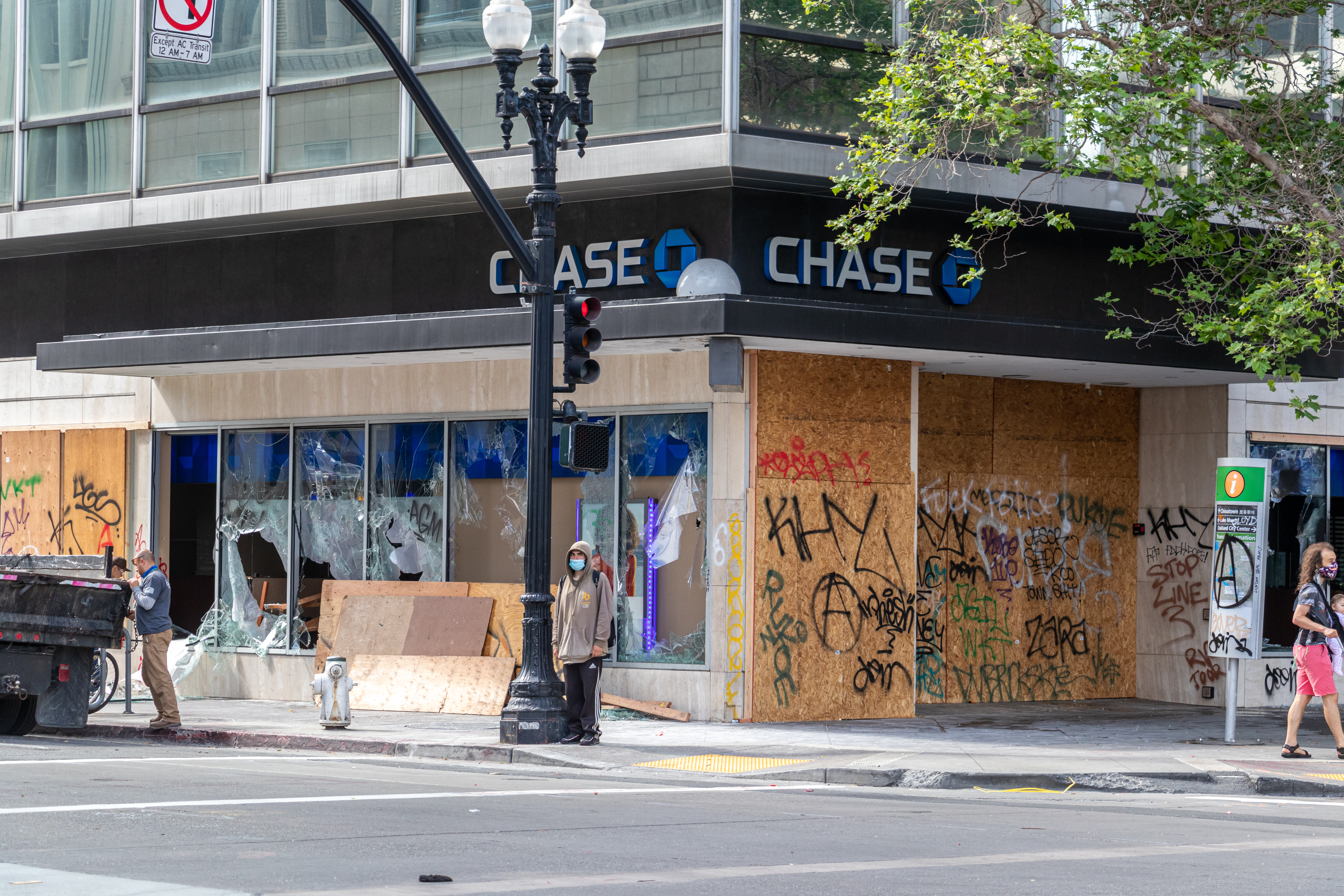
Vandalismo antifa durante las protestas por la muerte de George Floyd.

El 30 de mayo de 2020, el fiscal general de los Estados Unidos, William Barr, culpó a "grupos extremistas anárquicos y de extrema izquierda que usan tácticas similares a Antifa" por protestas violentas en todo el país por la muerte de George Floyd, un hombre afroamericano asesinado por un policía de Minneapolis durante un arresto cinco días antes. El 31 de mayo, Barr declaró:

"La violencia instigada y llevada a cabo por Antifa y otros grupos similares en relación con los disturbios es el terrorismo doméstico y será tratada en consecuencia".

El 30 de mayo, el presidente Trump tuiteó: "Es ANTIFA y la izquierda radical. ¡No culpen a otros!" Al día siguiente, Trump felicitó a la Guardia Nacional, diciendo: "Los anarquistas liderados por ANTIFA, entre otros, fueron cerrar rápidamente ". Añadió: "Los Estados Unidos de América designarán a ANTIFA como una organización terrorista". También el 31 de mayo, el Asesor de Seguridad Nacional Robert O'Brien declaró que la violencia "está siendo impulsada por antifa" y pidió al FBI que vigile a antifa y procese a sus miembros. Dado que según la ley vigente, el gobierno federal puede designar solo organizaciones extranjeras como terroristas, el presidente no tiene autoridad para declarar oficialmente a antifa como grupo terrorista. Los expertos legales Mary B. McCord, exjefa de la División de Seguridad Nacional del Departamento de Justicia, y la Directora del Proyecto de Seguridad Nacional de la ACLU, Hina Shamsi, creen que dicha designación sería inconstitucional. El 1 de junio de 2020, hablando desde el jardín de rosas de la Casa Blanca, el presidente dijo:
"En los últimos días, nuestra nación ha sido tomada por anarquistas profesionales, bandas violentas, incendiarios, saqueadores, criminales, manifestantes, antifa y otros. Quiero que los organizadores de este terror sepan que os enfrentaréis a severas sanciones penales y largas condenas en la cárcel". 
El 29 de agosto durante las Protestas por la muerte de George Floyd en Portland, Oregón, el partidario del presidente Donald Trump Aaron Danielson fue asesinado por un miembro de antifa llamado Michael Reinoehl quien posteriormente también sería asesinado por la policía.
También el fiscal general de Texas y partidario de Donald Trump, Ken Paxton, afirmó sin evidencias que quienes causaron disturbios en el Capitolio de Washington en 2021 eran «miembros de Antifa». John Sullivan, un miembro de Antifa que fue arrestado por supuestamente participar en las protestas del Capitolio, estuvo presente para documentar las acciones.

## Reacciones de legisladores y comentaristas
Las acciones antifa han recibido críticas y elogios de legisladores y comentaristas políticos. Nancy Pelosi, entonces líder de la minoría de la Cámara de Representantes, condenó la violencia de los activistas antifa en Berkeley el 29 de agosto de 2017. La presentadora de programas de entrevistas y colaboradora de Fox News, Laura Ingraham, sugirió etiquetar a los antifa como una organización terrorista. Noam Chomsky los describió como "un gran regalo para la derecha". Otros "antifascistas" de la izquierda han argumentado que los antifa atacan un síntoma de la democracia liberal en lugar de combatir el racismo estructural en sí, y al hacerlo se distancian de la política revolucionaria. El editor disidente Michael Kazin dijo que "los no izquierdistas a menudo ven a la izquierda como una fuerza disruptiva e ilegal. La violencia tiende a confirmar esa opinión". La historiadora Ruth Ben-Ghiat dijo en julio de 2019 que "tirar un batido no es equivalente a matar a alguien, sino porque las personas en el poder están aliadas con la derecha, cualquier provocación, cualquier disidencia contra la violencia de derecha, fracasa", con el efecto de que "la militancia de la izquierda" puede "convertirse en una justificación para aquellos en el poder y los aliados de la derecha para tomar medidas enérgicas" en la izquierda.

### Acusaciones de terrorismo
Hubo repetidos llamamientos por parte del entonces presidente Donald Trump y del exfiscal general William Barr para designar a antifa como una organización terrorista, a pesar de que no es una organización, una medida que académicos, expertos legales y otros han argumentado que excedería la autoridad de la presidencia y violaría la Primera Enmienda de la Constitución de los Estados Unidos. Varios análisis, informes y estudios han concluido que antifa no es un riesgo considerable de terrorismo doméstico.